# والاشسکه مزیرژیچی
والاشْسْکه مِزیرْژیچی (به چکی: Valašské Meziříčí) شهری در منطقه زلین کشور جمهوری چک است که جمعیت آن در سال ۲۰۰۷ میلادی ۲۷٫۳۳۲ نفر بوده‌است.